# Comitatul Cook, Illinois
Comitatul Cook este cel mai populat comitat din statul american Illinois și al doilea cel mai populat comitat din Statele Unite, după comitatul Los Angeles, California. Din 2019, populația era de 5.150.233. Reședința sa de comitat este Chicago, cel mai populat oraș din Illinois și al treilea cel mai populat oraș din Statele Unite. Peste 40% din locuitorii din statul Illinois locuiesc în comitatul Cook.
Comitatul Cook a fost înființat în 1831 și a primit numele lui Daniel Pope Cook, un om de stat din Illinois. Și-a atins limitele actuale în 1839. În prima jumătate a secolului al XX-lea a avut majoritatea absolută a populației din Illinois.
Există 134 de municipalități situate parțial sau în întregime în comitatul Cook, dintre care cea mai mare este Chicago, găzduind aproximativ 54% din populația comitatului.

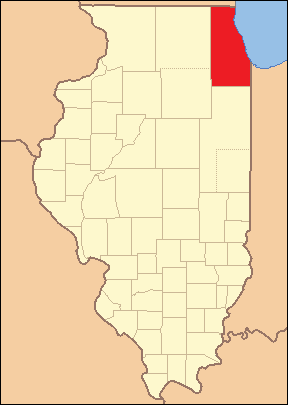
Comitatul Cook între 1831 și 1836 (cu roșu)
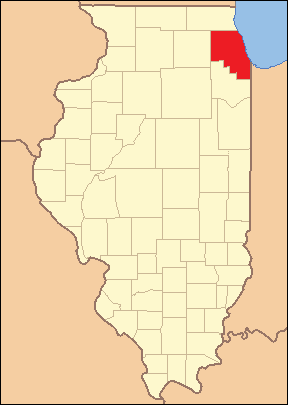
Comitatul Cook 1836–39 după ce s-au creat comitatele McHenry şi Will Counties
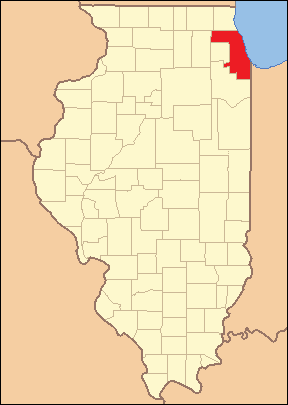
Comitatul Cook a fost redus în 1839 din nou după ce a fost creat comitatul DuPage.

## Autostrăzi
- I-55
- I-57
- I-80
- I-88
- Format:Jct/3
- I-190
- I-290
- I-294
- I-355
- US 6
- US 12
- US 14
- US 20
- US 30
- US 34
- US 41
- US 45
- US 66
- Illinois Route 1
- Illinois Route 7
- Illinois Route 19
- Illinois Route 21
- Illinois Route 25
- Illinois Route 38
- Illinois Route 43
- Illinois Route 50
- Illinois Route 53
- Illinois Route 56
- Illinois Route 58
- Illinois Route 59
- Illinois Route 62
- Illinois Route 64
- Illinois Route 68
- Illinois Route 72
- Illinois Route 83
- Illinois Route 110
- Illinois Route 171
- Illinois Route 390
- Illinois Route 394

## Cele mai populate localități
1. Chicago - 2.705.994 locuitori
2. Elgin - 111.683
3. Cicero - 81.597
4. Arlington Heights - 75.249
5. Evanston - 73.509
6. Schaumburg - 71.290
7. Palatine - 68.053
8. Skokie - 63.280
9. Des Plaines - 58.959
10. Orland Park - 58.312

Elgin se află parțial și în comitatul Kane, Illinois, Schaumburg se află parțial și în comitatul Dupage, Illinois.

## Legături externe
- Site-ul guvernului Comitatului Cook